# Hostage (canción de Billie Eilish)
Hostage es una canción de la cantante estadounidense Billie Eilish para su EP Don't Smile at Me. Fue escrita por Eilish y su hermano Finneas O'Connell, la canción se certificó con disco de platino en Estados Unidos y Canadá, mientras que en Australia consiguió el disco de oro.

## Antecedentes y composición
Eilish habla sobre robar el corazón de un niño y mantenerlo encerrado en un cofre. También dice que preferiría estar sola, pero quiere estar a solas con él. Le pregunta si tiene sentido, ya que le encanta la sensación del beso de su novio en su cuello. Pero ella está desconcertada, prefiere este nuevo sentimiento antes que estar sola. Aunque, disuade que este nuevo sentimiento se sienta bien para ella.

## Video musical
Un video musical fue lanzado el 8 de octubre de 2018. Fue dirigido por Henry Scholfield.

## Certificaciones
| País (organismo certificador) | Certificación | Unidades certificadas |
| ----------------------------- | ------------- | --------------------- |
| Australia (ARIA)              | Oro           | 35 000                |
| Canadá (Music Canada)         | Platino       | 80 000                |
| Estados Unidos (RIAA)         | Platino       | 1 000 000             |

## Historial de lanzamiento
| País   | Fecha                | Formato                      | Discográfica       | Ref   |
| ------ | -------------------- | ---------------------------- | ------------------ | ----- |
| Varios | 11 de agosto de 2017 | Descarga digital y Streaming | Interscope Records | [ 1 ] |